# Mahmoud Kahraba
Mahmoud Abdelmonem Abdelhamid Soliman en árabe محمود كهربا) (El Cairo, 13 de abril de 1994) es un futbolista egipcio. Juega como mediocampista y su equipo es el Al-Ittihad Club de la Liga Premier de Libia.

## Trayectoria
Inició en las divisiones menores del ENPPI Club en su natal Egipto. Allí debutó el 18 de diciembre de 2012 en un partido contra el Wadi Degla FC, el cual finalizó con marcador de 3-3. Y Kharaba salió de cambio al minuto 61 por Mohamed Abou El Ala.
En agosto de 2013 se fue a préstamo al FC Luzern de la Superliga de Suiza.

## Selecciones nacionales
Antes de ser seleccionado nacional con Egipto participó con la selecciones juveniles sub-17, sub-20 y sub-23. Con la primera jugó seis partidos y anotó un gol. Luego con la sub-20 participó en 25 partidos y logró marcar 10 goles. Ya en la sub-23 tuvo participación en tres encuentros y marcó un gol.

### Selección absoulta
Con la selección egipcia tuvo su debut el 10 de septiembre de 2013 en un partido de eliminatoria mundialista contra Guinea, el marcador fue favorable a los faraones por 4 - 2. En ese juego ingresó de cambio en el minuto 46 por Ahmed Eid.

#### Participación en Copa Africana de Naciones
| Torneo                         | Sede            | Resultado        | artidos | Goles |
| ------------------------------ | --------------- | ---------------- | ------- | ----- |
| Copa Africana de Naciones 2017 | Gabón           | Subcampeón       | 6       | 1     |
| Copa Africana de Naciones 2023 | Costa de Marfil | Octavos de final | 1       | 0     |

## Estadísticas

### Clubes
La siguiente tabla detalla los encuentros disputados y los goles marcados por Kahraba en los clubes en los que ha militado.
| Club                   | Temporada     | Liga | Liga | Copas nacionales * | Copas nacionales * | Copas internacionales ** | Copas internacionales ** | Total | Total |
| Club                   | Temporada     | PJ   | G    | PJ                 | G                  | PJ                       | G                        | PJ    | G     |
| ---------------------- | ------------- | ---- | ---- | ------------------ | ------------------ | ------------------------ | ------------------------ | ----- | ----- |
| ENPPI Club · Egipto    | 2011-12       | 3    | 0    | 0                  | 0                  | 0                        | 0                        | 3     | 0     |
| ENPPI Club · Egipto    | 2012-13       | 13   | 1    | 0                  | 0                  | 0                        | 0                        | 13    | 1     |
| ENPPI Club · Egipto    | 2014-15       | 13   | 7    | 0                  | 0                  | 0                        | 0                        | 13    | 7     |
| ENPPI Club · Egipto    | Total         | 29   | 8    | 0                  | 0                  | 0                        | 0                        | 29    | 8     |
| F. C. Lucerna · Suiza  | 2013-14       | 16   | 7    | 3                  | 0                  | 0                        | 0                        | 19    | 7     |
| F. C. Lucerna · Suiza  | Total         | 16   | 7    | 3                  | 0                  | 0                        | 0                        | 19    | 7     |
| Grasshoppers · Suiza   | 2014-15       | 11   | 2    | 1                  | 0                  | 0                        | 0                        | 12    | 2     |
| Grasshoppers · Suiza   | Total         | 11   | 2    | 1                  | 0                  | 0                        | 0                        | 12    | 2     |
| Zamalek · Egipto       | 2015-16       | 14   | 10   | 0                  | 0                  | 0                        | 0                        | 14    | 10    |
| Zamalek · Egipto       | Total         | 14   | 10   | 0                  | 0                  | 0                        | 0                        | 14    | 10    |
| Ittihad Arabia Saudita | 2016          | 4    | 5    | 0                  | 0                  | 0                        | 0                        | 4     | 5     |
| Ittihad Arabia Saudita | Total         | 4    | 5    | 0                  | 0                  | 0                        | 0                        | 4     | 5     |
| Total carrera          | Total carrera | 64   | 32   | 4                  | 0                  | 0                        | 0                        | 68    | 32    |

## Palmarés

### Títulos nacionales
| Título                               | Club          | País           | Año  |
| ------------------------------------ | ------------- | -------------- | ---- |
| Copa de Egipto                       | ENPPI Club    | Egipto         | 2011 |
| Copa de Egipto                       | Zamalek S. C. | Egipto         | 2015 |
| Copa de Egipto                       | Zamalek S. C. | Egipto         | 2016 |
| Copa del Príncipe de la Corona Saudí | Al-Ittihad    | Arabia Saudita | 2017 |
| Copa del Rey de Campeones            | Al-Ittihad    | Arabia Saudita | 2018 |

### Títulos internacionales
| Título                      | Club (*)      | País    | Año  |
| --------------------------- | ------------- | ------- | ---- |
| Campeonato Juvenil Africano | Egipto sub-20 | Argelia | 2013 |

(*) Incluyendo la selección.